# Вирџинија Бич
Вирџинија Бич (енгл. Virginia Beach) је највећи град у америчкој савезној држави Вирџинија. По попису становништва из 2020. у њему је живело 457.672 становника.

## Демографија
Према попису становништва из 2010. у граду је живело 437.994 становника, што је 12.737 (3,0%) становника више него 2000. године.
|                   | 2010.            | 2000.            |
| Укупно            | 437 994 (100,0%) | 425 257 (100,0%) |
| Белци             | 282 470 (64,49%) | 295 402 (69,46%) |
| Афроамериканци    | 85 935 (19,62%)  | 80 593 (18,95%)  |
| Хиспаноамериканци | 28 987 (6,618%)  | 17 770 (4,179%)  |
| Азијати           | 26 769 (6,112%)  | 20 869 (4,907%)  |
| Остали            | 13 833 (3,158%)  | 10 623 (2,498%)  |

## Партнерски градови
- Бангор
- Мијазаки
- Мос
- Olongapo
- San Juan del Sur